# In de kast op de kast
In de kast op de kast is een Nederlandse klucht uit 1978 met een hoofdrol voor John Lanting. Verder zijn te zien: Annelies Balhan, Flip Heeneman, Maroesja Lacunes, Joke Mittelmeyer, Moniek Nusselein, Johan Sirag en Floris van Spronsen.
Deze klucht is gebaseerd op Michael Pertwee's toneelstuk Don't just lie there, say something!

## Omschrijving
Ze is volledig over haar toeren omdat haar aanstaande niet is komen opdagen op de huwelijksvoltrekking. Het kan zelfs een klein schandaal worden, omdat haar aanstaande (John Lanting als Boudewijn Kink) een protegé is van de minister van Binnenlandse Zaken (Johan Sirag als Hendrik O.W. de Greep), die zich met verscherpte normen en waarden bezig moet houden. Dat dit niet voor zijn privéleven geldt, blijkt wel uit het feit dat de minister achter zijn vrouw om afspraakjes regelt met jongedames.

## Dvd
Deze klucht is verschenen op dvd op 10 november 2006, samen met Een trouwring mag niet knellen en Den Haag vandaag.